# الرابطة البرلمانية 1965–66
الرابطة البرلمانية 1965–66 (بالإنجليزية: 1965–66 Isthmian League)‏ هو موسم من دوري إسثميان. فاز فيه Leytonstone F.C. ‏.